# Casa del Balilla (Carrara)
La Casa del Balilla di Carrara è situata tra via Verdi e via Pelliccia.

## Storia
La costruzione della Casa del Balilla fu iniziata il 2 maggio 1929 alla presenza del segretario federale D. Orlandi, del presidente del Comitato Provinciale Opera Nazionale Balilla e dal direttore dell'Ufficio Tecnico della Federazione ing. A. Pintonello. Progettista era stato l'architetto carrarese Giuseppe Boni, che negli stessi anni curava la costruzione del locale palazzo delle Poste.
L'inaugurazione ebbe luogo nell'aprile 1935 alla presenza di S.E. il ministro Renato Ricci.
Nell'ottobre 1938 furono terminati e inaugurati l'annesso teatro, oggi Cinema Garibaldi, e l'attiguo campo sportivo.
Dai primi anni cinquanta fino a tutti gli anni settanta è stata sede del Convitto Consorziale "Vittore da Feltre"; dal 1985 vi si è insediato il Liceo Artistico Statale "Artemisia Gentileschi" ed è attualmente di proprietà della Regione Toscana.
In tempi recenti il campo sportivo è stato dismesso e nel 1987 occupato per gran parte dal fabbricato della piscina coperta, in un poco riuscito rapporto architettonico con l'edificio principale.

## Descrizione
Il complesso occupa l'intero isolato compreso tra le vie Verdi, Pelliccia, Buonarroti e Sarteschi, poco distante dal centro cittadino. Il fabbricato principale, che ha di fronte il palazzo Tenerani - risalente agli stessi anni ma di differente ispirazione - si impone sul tessuto circostante per la notevole mole e il forte rivestimento marmoreo.

### Esterno
Disposto ad L lungo le vie Verdi e Pelliccia, l'edificio si qualifica per la presenza del corpo ottagonale d'angolo che costituisce il fulcro della composizione ed insieme la firma del progettista, che sperimentava la medesima soluzione, con migliori risultati formali, nel contemporaneo palazzo delle Poste. Rispetto a quest'ultimo, la ex-Casa del Balilla appare più marcatamente monumentale, articolato in massicci volumi e con un pesante apparato decorativo di retaggio classicista.
Al nucleo centrale, elevato su tre piani fuori terra più il seminterrato, si agganciano i corpi bassi della palestra, lungo via Pelliccia, e dell'ex-teatro lungo la via Verdi in angolo con la via Sarteschi, sulla quale si apre l'ingresso al cortile interno.
Il seminterrato ed il piano terreno rialzato, rivestiti in marmo bianco in lastre lisce fino all'altezza dei davanzali delle finestre e poi in forti bugne squadrate, assolvono alla funzione di basamento, oltre il quale i paramenti in muratura intonacata sono scanditi da paraste doriche giganti collegate da una sottile trabeazione e conclusi dalla gronda sagomata in aggetto con gocciolatoio, dietro la quale si elevano i parapetti delle terrazze di copertura.
La torre angolare si apre con tre portali ad edicola timpanati, preceduti dall'alta scalinata perimetrale; sul fregio dell'edicola centrale è incisa la data di costruzione ("ANNO VII E.F."), mentre la denominazione "Casa del Balilla" dell'edificio è ancora visibile sulla fascia marcapiano, oltre il cornicione di coronamento della parte basamentale.
Ai piani superiori le facce della torre, collegate da doppie lesene ad angolo, presentano alti finestroni rettangolari, inquadrati all'interno da semicolonne scanalate, separati da un massiccio architrave dai sovrastanti lunettoni termali.
Oltre la rientranza ad angolo retto si agganciano i due bracci laterali, di cui quello su via Pelliccia di maggiore estensione e articolato in due corpi sfalsati: dopo il primo tratto, identico al braccio su via Verdi e semplicemente scandito da tre aperture, il corpo conclusivo avanzato, corrispondente sul cortile interno con un monumentale ingresso colonnato di perfetta matrice classica, ripropone i magniloquenti motivi compositivi della torre angolare - doppie finestrature continue scandite da lesene giganti, incorniciature ad edicola delle aperture del pian terreno.
Meno retorici appaiono i bassi volumi della palestra e del teatro, interamente rivestiti in marmo bianco e coperti a terrazza.
Perfettamente simmetrico, il lungo fronte della palestra presenta due minime rientranze alle estremità, dove si aprono i portali di accesso rispettivamente alla palestra stessa e alla centrale termica, mentre il disteso settore centrale è ritmato da sette ampie finestre ad arco.
Con tre portali su ciascun fronte si apre invece il compatto volume del teatro, mosso soltanto dai leggeri arretramenti del prospetto su via Verdi.
Sul cortile interno, infelicemente occupato per massima parte dal nuovo fabbricato della piscina che nasconde completamente il fronte della palestra, si apre l'ingresso principale all'edificio.
Il nucleo d'angolo, fortemente contratto, si presenta ridotto di un piano e con rivestimento liscio nella parte basamentale, su cui si ripete l'edicola del portale di accesso. Il braccio laterale mantiene invece pienamente l'impronta monumentale del corrispondente fronte su via Pelliccia e si presenta mosso dai due avanzamenti laterali che inquadrano il profondo portico di ingresso, preceduto dalla scalinata in marmo.
Sui settori laterali pieni è riproposto il rivestimento a bugne marmoree tra le quali si ritagliano le finestre incorniciate e sovrastate dal bassorilievo con lo stemma della città, mentre il portico, interamente foderato in marmo e coperto dal soffitto a lacunari, si presenta ornato di una pesante trabeazione con gocciolatoio a dentelli, sostenuta dalle quattro colonne doriche ribattute da paraste sulla parete di fondo. Su questa si aprono tre ingressi incorniciati e sovrastati da oblò, mentre altri due portali ad arco occupano le pareti laterali. La pavimentazione è in marmo bianco con fascia interna in bardiglio scuro.

### Interno
All'interno, la distribuzione degli ambienti fa capo al grande salone ottagonale della torre d'angolo, originariamente atrio di ingresso oggi usato come sala di riunione. Pavimentato in marmo bianco con fascia perimetrale e zoccolatura in bardiglio scuro, il piano di calpestio del salone è ribassato rispetto al livello degli altri ambienti del piano e il salone stesso appare occupato su quattro lati dalla scalinata di collegamento. Vi si aprono i tre ingressi da via Verdi e tre ampie vetrate che immettono rispettivamente sugli ambienti di disimpegno dei bracci laterali e. quella centrale, sul vano scala principale.
Gli ambienti del pianterreno, pavimentati in mattonelle di graniglia bianche con fascia perimetrale più scura, appaiono divisi da tramezzature rese necessarie dall'attuale utilizzazione dell'immobile; in particolare, il grande salone rettangolare corrispondente sul portico di ingresso, originariamente unico, è attualmente diviso in biblioteca e in segreteria.
Lo scalone principale a tre rampe, in marmo con ringhiera in ferro battuto originale, riceve luce da ampi finestroni affacciati sul cortile interno e sale soltanto fino al primo piano, dove si ritrova il salone ottagonale sul pianerottolo di arrivo e dove la distribuzione degli ambienti avviene tramite corridoi rettilinei.
Il collegamento interno di tutti i piani a partire dal seminterrato è assicurato da un secondo corpo scala, rettilineo a due rampe, ubicato nel braccio su via Pelliccia, mentre l'accesso alla terrazza di copertura avviene tramite una scala di servizio posta sul fondo del corridoio di distribuzione del secondo piano.

## Fortuna critica
La stampa locale celebrava la nuova Casa del Balilla come 
 e ne lodava in particolar modo il rivestimento marmoreo, già utilizzato anche nel palazzo postale rispetto al quale, tuttavia, secondo una recente lettura critica, l'architettura della Casa del Balilla risulta "più stanca e pesante".